# Holbrook (Arizona)
Holbrook és una població dels Estats Units a l'estat d'Arizona. Segons el cens del 2007 tenia 5.091 habitants.

## Demografia
Segons el cens del 2000, Holbrook tenia 4.917 habitants, 1.626 habitatges, i 1.195 famílies La densitat de població era de 122,9 habitants/km².
Dels 1.626 habitatges en un 40,7% hi vivien nens de menys de 18 anys, en un 52,3% hi vivien parelles casades, en un 16,4% dones solteres, i en un 26,5% no eren unitats familiars. En el 22,6% dels habitatges hi vivien persones soles el 6,8% de les quals corresponia a persones de 65 anys o més que vivien soles. El nombre mitjà de persones vivint en cada habitatge era de 2,93 i el nombre mitjà de persones que vivien en cada família era de 3,47.
Per edats la població es repartia de la següent manera: un 35,7% tenia menys de 18 anys, un 9,3% entre 18 i 24, un 26,5% entre 25 i 44, un 19,8% de 45 a 60 i un 8,7% 65 anys o més.
L'edat mediana era de 30 anys. Per cada 100 dones de 18 o més anys hi havia 87,7 homes.
La renda mediana per habitatge era de 31.746 $ i la renda mediana per família de 36.349 $. Els homes tenien una renda mediana de 30.797 $ mentre que les dones 24.088 $. La renda per capita de la població era de 13.912 $. Aproximadament el 16,6% de les famílies i el 20,1% de la població estaven per davall del llindar de pobresa.

## Poblacions més properes
El següent diagrama mostra les poblacions més properes.